# 崔漢衡
崔 漢衡（さい かんこう、生年不詳 - 795年）は、唐代の官僚。吐蕃に対する使節を幾度もつとめた。本貫は博州博平県。

## 経歴
性格は沈着温厚で心が広く、よく人と交友した。費県県令を初任とした。滑亳魏博節度使の令狐彰の下で署掌記をつとめ、殿中侍御史に累進した。大暦6年（771年）、検校礼部員外郎となり、吐蕃に対する副使をつとめた。帰国すると、右司郎中となり、万年県令に転じた。建中3年（782年）、殿中少監となり、御史大夫を兼ね、和蕃使をつとめた。吐蕃の使節の区頬賛とともに帰国した。ときに吐蕃の大相の尚結息は、吐蕃軍がたびたび剣南で唐軍に敗れていたことから、唐との和約に反対であった。吐蕃の次相の尚結賛は唐と吐蕃の境界を明確にし、辺境の民衆を休息させるようティソン・デツェンに言上した。ティソン・デツェンは尚結賛の言を聞き入れ、尚結賛を尚結息に代えて大相とした。10月15日、唐と吐蕃は国境で会盟した。戊申、漢衡は鴻臚寺卿となった。建中4年（783年）、吐蕃が朝貢してくると、漢衡は検校工部尚書を加えられ、また吐蕃への使節をつとめた。
興元元年（784年）、徳宗が奉天に避難すると、吐蕃は軍を派遣して渾瑊が朱泚の兵を武功県で破るのを援助した。漢衡は功により検校兵部尚書に転じ、秘書監を兼ね、西都留守をつとめた。ほどなく漢衡は正式に兵部尚書に任じられ、東都淄青魏博賑給宣慰使をつとめた。翌年、幽州宣慰使となった。貞元3年（787年）、漢衡は渾瑊を補佐して、吐蕃と平涼で会盟した。吐蕃が盟約を破ると、渾瑊は危ういところを逃れ、唐兵の死者は千を数えた。漢衡は捕らえられて河州に連行されたが、たびたび吐蕃への使節をつとめて尚結賛に信頼されていたため、孟日華や宦官の劉延邕とともに石門にいたり、帰国することができた。貞元4年（788年）7月、検校吏部尚書・晋慈隰観察使を加えられた。ほどなく都防禦使を加えられた。貞元11年（795年）4月、死去した。尚書左僕射の位を追贈された。

## 伝記資料
- 『旧唐書』巻122 列伝第72
- 『新唐書』巻143 列伝第68